# Halvdan Koht
Halvdan Koht (Tromsø, 7 luglio 1873 – Bærum, 12 dicembre 1965) è stato uno storico e politico norvegese.

## Biografia
Halvdan Koht fu un eminente storico che si occupò principalmente della storia medievale dei paesi scandinavi; comunque, accanto alla sua notevole attività scientifica, svolse una intensa attività politica, che lo portò nel 1935 ad essere nominato Ministro degli Esteri nel governo laburista di Johan Nygaardsvold, incarico mantenuto ininterrottamente fino al 1941.
Nell'aprile 1940, quando la Germania nazista invase la Norvegia, Koht riuscì a fuggire ed a rifugiarsi a Londra, dove entrò a far parte del governo norvegese in esilio e dove si batté per la liberazione della sua nazione. Nel febbraio 1941 diede le dimissioni.
Nel 1945 candidò il leader sovietico Iosif Stalin al Premio Nobel per la Pace.